# Липовка Перша
Ли́повка Пе́рша (рос. Липовка Первая, чув. Пĕрремĕш Липовка) — присілок у Чувашії Російської Федерації, у складі Акчикасинського сільського поселення Красночетайського району.
Населення — 98 осіб (2010; 125 в 2002, 173 в 1979, 233 в 1939, 187 в 1927).
Національний склад (2002):
- чуваші — 100 %

## Історія
Засновано як 1926 року як виселок, з 27 червня 1929 року має сучасний статус. Селяни займались землеробством, тваринництвом. 1929 року створено колгосп «За врожай». До 1927 року присілок входив до складу Красночетаївської волості Ядринського повітів, з переходом на райони 1927 року — спочатку у складі Красночетайського, у період 1962–1965 років — у складі Шумерлинського, після чого знову переданий до складу Красночетайського району.

## Господарство
У селі діє їдальня.